# Weihenzell
Weihenzell település Németországban, azon belül Bajorországban. Lakosainak száma 3025 fő (2023. december 31.). Weihenzell Rügland, Lehrberg, Petersaurach, Bruckberg és Dietenhofen községekkel határos.

## Népesség
A település népessége az elmúlt években az alábbi módon változott:
| Lakosok száma | 488  | 619  | 1587 | 2095 | 2826 | 2839 | 2885 | 2932 | 2949 | 3025 |
|               | 1875 | 1950 | 1975 | 1987 | 2012 | 2014 | 2016 | 2017 | 2021 | 2023 |